# گورستان حفره سنگی استخر
قبرستان حفره سنگی استخر مربوط به دوره ساسانیان است و در شهرستان مرودشت، بخش مرکزی، دهستان نقش رستم، روستای حاجی‌آباد، کنار دو راهی ارسنجان واقع شده و این اثر در تاریخ ۳۰ بهمن ۱۳۸۶ با شمارهٔ ثبت ۲۰۹۲۳ به‌عنوان یکی از آثار ملی ایران به ثبت رسیده است.